# دبلتسووو
دبلتسووو (به بلغاری: Debeltsovo) یک منطقهٔ مسکونی در بلغارستان است که در سولیوو واقع شده‌است.